# Edgardo Cedeño Muñoz
brasão
Edgardo Cedeño Muñoz SVD (Cidade do Panamá, Panamá, 18 de janeiro de 1960) é um ministro panamenho e bispo católico romano de Penonomé.
Edgardo Cedeño Muñoz juntou-se aos Missionários Steyler e recebeu o sacramento da ordenação sacerdotal em 28 de outubro de 1989.
Em 15 de outubro de 2015, o Papa Francisco o nomeou Bispo de Penonomé. O Núncio Apostólico no Panamá, Arcebispo Andrés Carrascosa Coso, o ordenou bispo em 5 de dezembro de 2015. Os co-consagrantes foram o Arcebispo do Panamá, José Domingo Ulloa Mendieta OSA, e seu antecessor José Dimas Cedeño Delgado.